# Лубедат
Лубеда́т (фр. Loubédat) — коммуна во Франции, находится в регионе Юг — Пиренеи. Департамент — Жер. Входит в состав кантона Ногаро. Округ коммуны — Кондом.
Код INSEE коммуны — 32214.

## География

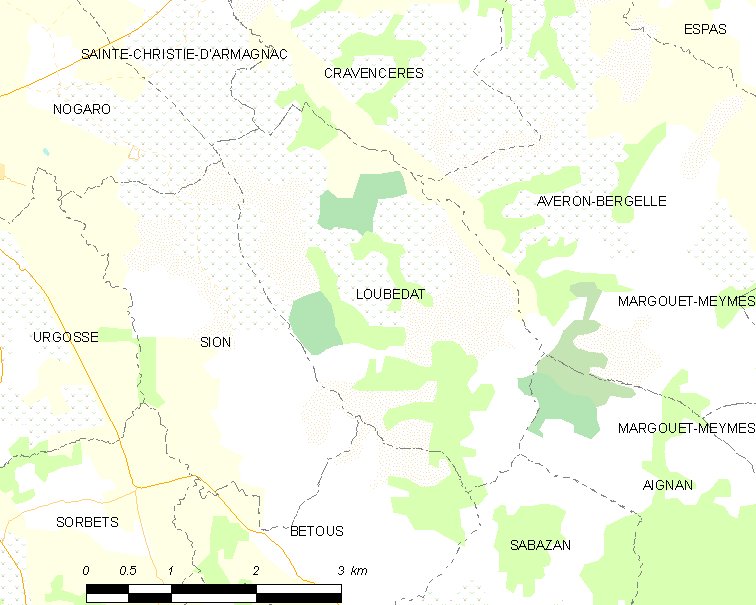
Карта коммуны

Коммуна расположена приблизительно в 600 км к югу от Парижа, в 115 км западнее Тулузы, в 50 км к западу от Оша.

## Климат
Климат умеренно-океанический. Лето жаркое и немного дождливое, температура часто превышает 35 °С. Зимой часто бывает отрицательная температура и ночные заморозки. Годовое количество осадков — 700—900 мм.

## Население
Население коммуны на 2010 год составляло 125 человек.
| 1962 | 1968 | 1975 | 1982 | 1990 | 1999 | 2010 |
| ---- | ---- | ---- | ---- | ---- | ---- | ---- |
| 168  | 168  | 151  | 136  | 122  | 129  | 125  |

## Администрация
| Период | Период | Фамилия      | Партия                                 | Примечания |
| ------ | ------ | ------------ | -------------------------------------- | ---------- |
| 1953   | 1982   | Роже Шез     | Союз демократов в поддержку республики | полковник  |
| 1982   | 1989   | Ги Казальё   | Разные правые                          | фермер     |
| 1989   | 2001   | Дени Лекленш | Разные левые                           | лаборант   |
| 2001   | 2020   | Бернар Семпе | Разные правые                          | фермер     |

## Экономика
В 2010 году среди 67 человек трудоспособного возраста (15-64 лет) 58 были экономически активными, 9 — неактивными (показатель активности — 86,6 %, в 1999 году было 65,8 %). Из 58 активных жителей работали 56 человек (31 мужчина и 25 женщин), безработных было 2 (1 мужчина и 1 женщина). Среди 9 неактивных 2 человека были учениками или студентами, 4 — пенсионерами, 3 были неактивными по другим причинам.

## Достопримечательности
- Церковь XI века
- Замок Моик[фр.] (XV век)